# 小笠原良知
小笠原 良知（おがさわら りょうち、1933年11月21日 - ）は、日本の俳優、声優である。東京都出身。劇団俳優座所属。

## 来歴・人物
1959年に俳優座養成所の8期生として入団。
1962年から1963年にかけて放送された大映テレビ制作のテレビドラマ『せんせい』にて主演。後年には『スクールウォーズ』にも出演した。刑事ドラマや時代劇への出演も多く悪役を中心に演じている。1990年代以降はサスペンスドラマへの出演も多数。
声優としても『タイムトンネル』の吹き替え等で実績を残している。
近年は舞台を中心に精力的に活動。
趣味は散歩、テニスである。

## 出演

### テレビドラマ
- お気に召すまま 第7話「トツトツ・クラブの紳士たち」（1962年、NETテレビ）
- 松本清張シリーズ・黒の組曲 第18話「万葉翡翠」（1962年、NHK）
- せんせい（1962年 - 1963年、TBS / 大映テレビ） - 主演・団三郎[1]
- 七人の刑事 第2シリーズ（TBS）
  - 第2話「野放し」（1964年）
  - 第200話「お婆ちゃんと少年と」（1968年）
  - 第211回、第212回「北の果てから」（1968年）
- 銭形平次 （フジテレビ・東映）※大川橋蔵版
  - 第13話「星より綺麗な花」（1966年） - 伊三郎
  - 第93話「万七手柄」（1968年） - 重助
  - 第135話「呪われた能面」（1968年） - 千太郎
  - 第169話「仮面の女」（1969年）
- ザ・ガードマン 東京警備指令 第19話「超特急西へ」（1965年、TBS / 大映テレビ）
- ザ・ガードマン（TBS / 大映テレビ） 
  - 第36話「醜聞」（1965年）
  - 第85話「ニセ札は踊る」（1966年）
  - 第199話「皆殺しの島」（1969年）
  - 第217話「教育ママ殺人事件」（1969年）
  - 第291話「バクチで稼ごう!団地奥さん」（1970年）
- 泣いてたまるか 第23話「その一言がいえない」（1966年、TBS / 国際放映）
- 誰がための愛（1968年、東海テレビ）
- 風 第39話「帰って来た男」（1968年、TBS）
- 鬼平犯科帳（八代目松本幸四郎版）第9話「唖の十蔵」（1969年、NET / 東宝）‐ 助次郎
- 木下恵介アワー（TBS）
  - おやじ太鼓（1969年） - バーテン
  - 太陽の涙（1971年 - 1972年） - 前田賢一郎
- 水戸黄門（TBS / C.A.L）
  - 第2部 第9話「流血の谷 -弘前-」・第10話「対決 -弘前-」（1970年3月23日-3月30日） - 津軽越中守
  - 第3部 第14話「激流の死闘 -伊勢亀山-」（1972年2月28日） - 河合新八郎
  - 第4部 第32話「からくり異聞 -宇都宮-」（1973年8月27日） - 沖山
  - 第6部 第5話「おてもやんの初恋・熊本」（1975年4月28日） - 衣笠清兵衛
  - 第7部 第20話「暴れ姫君 -会津-」（1976年10月4日） -川村左内
  - 第18部 第7話「孫を騙った悪い奴 -高崎-」（1988年10月24日） - 扇田剛造
  - 第20部 第41話「悪を蹴散らす競べ馬 -八戸-」（1991年8月19日） - 喜平次
  - 第21部 第27話「父子で競う献上木曽塗り -奈良井-」（1992年10月5日） - 関口兵介
  - 第23部 第10話「親子喧嘩の腕比べ -田鶴浜-」（1994年10月10日） - 宗助
  - 第24部 第34話「御用金送りは悪の罠 -福島-」（1996年5月20日） - 伊能勘解由  ※ 小笠原良智名義
  - 第25部 第19話「大内塗り情けの仇討ち -山口-」（1997年5月5日） - 萩の屋伝兵衛
  - 第26部 第21話「間違えられた縁談話 -福知山-」（1998年7月6日） - 味村外記
  - 第28部 第31話「大嘘小嘘・問答無用 -岩国-」（2000年10月30日） - 河内屋彦兵衛
  - 第29部 第19話「謎の俳諧師を追え！ -高田-」（2001年8月6日） - 細川春庵
  - 第31部 第21話「黄門様と七化けのお京 -広島-」（2003年3月17日） - 松平安芸守
- 科学捜査官（1973年、KTV / 松竹） - 林技官
- 必殺シリーズ（ABC / 松竹）
  - 暗闇仕留人 第25話「晒されて候」（1974年） - 番頭 荘助
  - 必殺必中仕事屋稼業 第12話「いろはで勝負」（1975年） - 金二
  - 必殺仕置屋稼業 第25話「一筆啓上不倫が見えた」（1975年） - 岡崎左門
  - 新・必殺仕置人 第29話「良縁無用」（1977年） - 細井忠興
  - 必殺商売人 第12話「裏口を憎む男にない明日」（1978年） - 服部格之進
  - 必殺仕事人 第63話「誘い技 死霊からくり岩山落し」（1980年） - 重兵衛
  - 必殺仕事人III　第6話「女牢に目をつけたのは主水」（1982年） - 最上参三
  - 必殺仕事人IV 第35話「田中筆頭同心 見合いする」（1984年） - 片岡
  - 必殺仕事人V・風雲竜虎編 第17話「恐怖の辻射ち!」（1987年） - 大貫忠秀
- 幡随院長兵衛 第26話「男伊達一代」（1974年、MBS / 東宝） - 松平伊豆守
- 座頭市物語 第24話「信濃路に春は近い」（1975年、フジテレビ）
- 大江戸捜査網 第181話「明日なき逃亡」（1975年） - 神谷主膳
- Gメン'75（TBS）
  - 第11話「ピストル市場」（1975年）−　中浜橋署有馬捜査課課長
  - 第15話「密輸死体」（1975年）−　結城警視正の同僚
  - 第50話「湯の町午前０時の殺人」（1976年）−　白河五郎（飯坂署捜査課刑事）
  - 第98話「女子大生の中のニセ刑事」（1977年）−　新田刑事
- 破れ傘刀舟悪人狩り （NET / 三船プロ）
  - 第35話「流れ者の挽歌」（1975年） - 伝馬屋銀三
  - 第66話「傷だらけの報酬」（1975年） - 向井田左門
  - 第73話「入れ墨の挽歌」（1976年） - 治兵衛
  - 第103話「怪談赤いろうそく」（1976年） - 小田切豊前守
- 遠山の金さん 第17話「裏入学をあばけ！！」（1976年） - 矢島伝十郎
- 愛のドラマシリーズ チーちゃんごめんね（1977年、東京12チャンネル）
- 新五捕物帳 第57話「津和野かげろう」（1979年、NTV / ユニオン映画） - 同心・中田
- 暴れん坊将軍シリーズ（ANB / 東映）
  - 暴れん坊将軍II
    - 第70話「男は愛嬌 女はチカラで勝負する！」（1984年） - 須藤孫六
    - 第134話「この世の憂さを呑む女」（1985年） - 川津帯刀
    - 第156話「吉宗婚約 五郎左は家出!?」（1986年） - 大須賀刑部
    - 第179話「箱根八里の鬼退治!」（1986年） - 鬼頭玄蕃頭

  - 暴れん坊将軍III
    - 第59話「みちのく血判状! 魔性の谷の決戦!!」（1989年、TVスペシャル） - 片桐大和守
    - 第118話「吉宗 まさかの刑場破り!」（1990年） - 池上内膳

  - 暴れん坊将軍IV
    - 第9話「人情! め組の成金騒動」（1991年） - 菅井又左衛門
    - 第42話「おやこ喧嘩の大手柄!」（1992年） - 水野大和守

  - 暴れん坊将軍V
    - 第2話「狙われた氷の美女」（1993年） - 黒坂淡路守
    - 第42話「春を呼んだ喧嘩そば!」（1994年） - 板倉甲斐守

  - 暴れん坊将軍VI 第25話「怪奇! 天狗の花嫁」（1995年） - 塚原儀左衛門
- 大岡越前（TBS / C.A.L）
  - 第12部 第21話「鬼を泣かせた大工裁き」（1992年3月9日） - 政五郎
  - 第14部 第1話「大岡越前」（1996年6月17日） - 西尾隠岐守
- 徳川家康（1983年、NHK大河ドラマ） - 酒井雅楽頭
- ニュードキュメンタリードラマ昭和 松本清張事件にせまる 第18回「東條英機暗殺の夏」（1984年、テレビ朝日・東映）
- 特捜最前線 第374話「真夜中の殺人エレベーター!」（1984年、テレビ朝日 / 東映） - 高林助教授
- スクールウォーズ（1984年 - 1985年、TBS・大映テレビ） - 藤山洋一
- 火曜サスペンス劇場（日本テレビ）
  - 「母の証言」（1985年） - 刑事
  - 「地方記者・立花陽介14・阿波鳴門通信局」（1999年） - 矢野藤吾
- 金曜女のドラマスペシャル「女が階段を上る時」（1985年、フジテレビ / 東映）
- 三どしま（1987年、TBS）
- 銭形平次 第12話「二人三脚、袖摺坂」（1987年、NTV / ユニオン映画）※風間杜夫版
- 若大将天下ご免! 第32話「互い違いの父子鷹!」（1987年、テレビ朝日・東映） - 筒井伊賀守
- 女ねずみ小僧 第3話「お七の恋はスリリング」（1989年、フジテレビ・C.A.L） - 藤堂
- あばれ八州御用旅 第2シリーズ 第10話「もち肌の女 連続殺人事件」（1991年、TX / ユニオン映画） - 倉橋典膳
- 八百八町夢日記 第2シリーズ 第25話「悪女の秘めごと」（1992年、日本テレビ・ユニオン映画） - 内藤伊賀守
- さすらい刑事旅情編IV 第20話「喪服の女・雪山に消えた殺人者」（1992年、ANB / 東映）
- はぐれ刑事純情派 第7シリーズ 第24話「靴紐の謎 女新聞記者の執念」（1994年、テレビ朝日 / 東映） - 倉橋昇
- 北朝鮮拉致・めぐみ、お母さんがきっと助けてあげる（2003年5月14日、テレビ東京＝BSジャパン）
- 土曜ワイド劇場 山村美紗サスペンス「京都花の艶殺人事件」（2006年、EX / 東映）※ノンクレジット
- 月曜ゴールデン（TBS）
  - 市原悦子サスペンス 楽園のライオン（2007年） - 西富士宮警察署長
  - 「森村誠一サスペンス・正義の証明」（2011年） - 桑原刑事部長
  - 「森村誠一サスペンス・魔性の群像 刑事・森崎慎平1」（2013年） - 本木雄一
- 水曜ミステリー9 刑事の証明・第3作（2012年、テレビ東京） - 伊武

など

### 映画
- われらの時代（1959年、日活）
- 残月大川流し（1963年、東映）
- 十七才のこの胸に（1964年、東映）
- 最後の審判（1965年、東宝）
- ザ・ガードマン 東京忍者部隊（1966年、大映） - 牧
- 北穂高絶唱（1968年、東宝） - 紀井大作
- 明日また生きる（1970年、松竹）
- 化石（1975年、東宝）
- 新・喜びも悲しみも幾歳月（1986年、松竹） - 佐伯の所長
- 未来への伝言（1990年、モスフィルム＝仕事） - 哲夫
- 阿修羅の伝説 死闘篇（2000年、東映）
- 伊能忠敬 子午線の夢（2001年、東映）

### 舞台
- 風薫る日に
- タルチュフ
- 八月に乾杯!
- 舞姫 鴎外の恋
- かもめ (チェーホフ)

### 吹き替え

#### 映画
- ペティコート作戦 - マット・T・シャーマン（ケーリー・グラント）※日本テレビ版
- ダーリング - マイルズ・ブランド（ローレンス・ハーヴェイ）

#### ドラマ
- WITHOUT A TRACE/FBI 失踪者を追え!
  - シーズン3 - 5 - アレキサンダー・オルチェックFBI捜査官（ビル・スミトロヴィッチ）
  - シーズン5 #17 - ヘイデン・ミルズ（ジョン・ドーマン）
- 刑事コロンボ 断たれた音 - エメット・クレイトン（ローレンス・ハーヴェイ）
- タイムトンネル - ダグ・フィリップス（ロバート・コルバート）